# Liste d'élections en 1842
Chronologie des élections
- 1838
- 1839
- 1840
- 1841
- 1842
- 1843
- 1844
- 1845
- 1846

Cet article recense les élections organisées durant l'année 1842.

Dans les années 1830, le Royaume-Uni, les États-Unis, la république du Texas, la France, la Norvège, la Belgique, l'Espagne et le Portugal procédaient à des consultations (contraignantes) nationales régulières, toutes au suffrage censitaire masculin.
Les années 1840 ont vu s'y adjoindre le Liberia (en 1840), la Valachie (1843), la Grèce (1844), la Hongrie (1847) et la Suisse (1848.)

## Élections nationales en 1842
| Date                            | État       | Élection ou référendum                    | Contexte                                                             | Résultat |
| ------------------------------- | ---------- | ----------------------------------------- | -------------------------------------------------------------------- | --- |
| 1er février                     | Salvador   | Présidentielle (en)                       |                                                                      | Cette section est vide, insuffisamment détaillée ou incomplète. Votre aide est la bienvenue ! Comment faire ?      |
| 5 - 19 juin                     | Portugal   | Législatives (en)                         |                                                                      | Cette section est vide, insuffisamment détaillée ou incomplète. Votre aide est la bienvenue ! Comment faire ?      |
| 9 juillet                       | France     | Législatives                              | Dissolution de la Chambre des députés par le roi Louis-Philippe Ier. | Le troisième gouvernement Jean-de-Dieu Soult est conforté.                                                         |
| 20 - 21 décembre                | Valachie   | Princière (en)                            | Abdication du prince Alexandre II Ghica.                             | Élection de Georges III Bibesco. Son élection est confirmée par la Porte le 17 janvier et il sera intronisé le 25. |
| 1er août 1842 - 8 novembre 1843 | États-Unis | Législatives (chambre (en) et sénat (en)) |                                                                      | Voir l'article Liste d'élections en 1843                                                                           |

## Élections en subdivisions nationales en 1842
Cette section concerne les élections législatives dans un État fédéré, une subdivision territoriale ou une colonie d'un État souverain, ainsi que leurs principaux référendums.
| Date                       | Subdivision                | État                     | Élection ou référendum | Contexte | Résultat |
| -------------------------- | -------------------------- | ------------------------ | ---------------------- | --- | --- |
| 1842                       | Terre-Neuve                | Empire britannique       | Générales (en)         | 3e mandature | Cette section est vide, insuffisamment détaillée ou incomplète. Votre aide est la bienvenue ! Comment faire ? |
| 6 janvier 1842 - août 1843 | Schwarzbourg-Sondershausen | Confédération germanique | Législatives           | Première élection. En raison d'un différend entre Arnstadt et le prince, l'élection n'a pu être achevée avant août 1843[réf. nécessaire]. | Voir l'article Liste d'élections en 1843                                                                      |